# شيريا
شيريا هي قرية تقع في إقليم أراد في رومانيا. تبعد عن أراد 28 كم.

## السكان
حسب إحصائيات 2002 بلغ عدد سكان القرية 8,140 نسمة.